# NGC 2159
NGC 2159 ist ein offener Sternhaufen im Sternbild Dorado in der Großen Magellanschen Wolke.
Das Objekt wurde am 6. November 1826 von James Dunlop entdeckt.